# Чельцова, Людмила Константиновна
Людми́ла Константи́новна Чельцо́ва (3 февраля 1936 — 21 декабря 2010) — советский и российский лингвист, специалист по лексикологии, орфографии и культуре речи. Кандидат филологических наук. В 1962—1964 и 1973—1976 годах принимала участие в работе орфографических комиссий. Бывший учёный секретарь Орфографической комиссии РАН.

## Биография
В 1959 году окончила факультет истории, литературы и русского языка МГПИ имени В. П. Потёмкина.
В 1959—1962 годы — преподаватель русского языка и литературы Московского автомеханического техникума.
С 1962 по 2010 — старший научный сотрудник Отдела культуры русской речи Института русского языка имени В. В. Виноградова РАН.
В 1976 году в Институте русского языка имени В. В. Виноградова АН СССР защитила диссертацию на соискание учёной степени кандидата филологических наук по теме «Формы множественного числа существительных как объект лексикографии» (специальность 10.02.01 — «русский язык»).
Умерла в 2010 году. Похоронена на Ваганьковском кладбище.

## Научные труды

### Монографии
- Букчина Б. З., Калакуцкая Л. П., Чельцова Л. К. Письма об орфографии. — М.: Наука, 1969. — 136 с. — 50 000 экз.
- Борунова С. Н., Валгина Н. С., Еськова Н. А., Иванова О. Е., Кузьмина С. М., Лопатин В. В., Чельцова Л. К. Русское правописание сегодня. О «Правилах русской орфографии и пунктуации». — М.: Дрофа, 2006. — 256 с. — 4000 экз. — ISBN 978-5-358-01181-6.
- Бешенкова Е. В., Борунова С. Н., Еськова Н. А., Иванова О. Е., Лопатин В. В., Нечаева И. Я., Чельцова Л. К. Лингвистические основы кодификации русской орфографии / Под ред. В. В. Лопатин. — М.: Азбуковник, 2009. — 280 с. — 800 экз. — ISBN 978-5-91172-020-9.

### Словари и справочники
- Букчина Б. З., Калакуцкая Л. П., Чельцова Л. К. Слитно или раздельно? (опыт словаря-справочника) / Под ред. Д. Э. Розенталь. — М.: Советская энциклопедия, 1972. — 480 с. — 100 000 экз.
- Букчина Б. З., Калакуцкая Л. П., Чельцова Л. К. Слитно или раздельно? (опыт словаря-справочника) / Под ред. Д. Э. Розенталь. — М.: Русский язык, 1976. — 480 с. — 100 000 экз.
- Букчина Б. З., Калакуцкая Л. П., Чельцова Л. К. Слитно или раздельно? (опыт словаря-справочника) / Под ред. Д. Э. Розенталь. — М.: Советская энциклопедия, 1978. — 480 с. — 100 000 экз.
- Борунова С. Н., Букчина Б. З., Дмитриева О., Иванова О. Е., Калакуцкая Л. П., Кузьмина С. М., Лопатин В. В., Мамина Н., Чельцова Л. К. Орфографический словарь русского языка. — М.: Русский язык, 1991. — 416 с. — 120 000 экз. — ISBN 5-200-01817-X.
- Лопатин В. В., Нечаева И. Я., Чельцова Л. К. Орфографический словарь русского языка. Ловушки орфографии. Прописная или строчная?. — М.: АСТ-Пресс, 1999. — 384 с. — 7000 экз. — ISBN 5-7805-0435-0.
- Лопатин В. В., Нечаева И. Я., Чельцова Л. К. Как правильно? С большой буквы или с маленькой? Орфографический словарь. — М.: Астрель, АСТ, 2002. — 400 с. — 8000 экз. — ISBN 5-17-014218-8, ISBN 5-271-04219-7.
- Мильчин А. Э., Чельцова Л. К. Справочник издателя и автора. — 2-е. — М.: Олма-Пресс, 2003. — 800 с. — 3000 экз. — ISBN 978-5-224-04565-5.
- Лопатин В. В., Нечаева И. Я., Чельцова Л. К. Прописная или строчная? Орфографический словарь. — М.: Эксмо, 2007. — 508 с. — (Библиотека словарей РАН). — ISBN 978-5-699-20826-5.
- Лопатин В. В., Еськова Н. А., Валгина Н. С., Иванова О. Е., Кузьмина С. М., Чельцова Л. К. Правила русской орфографии и пунктуации. Полный академический справочник. — М.: АСТ-Пресс, 2010. — (Словари русского языка). — ISBN 978-5-462-00930-3.
- Букчина Б. З., Сазонова И. К., Чельцова Л. К. Орфографический словарь русского языка. — М.: АСТ-Пресс, 2010. — (Словари русского языка). — ISBN 5-462-00479-6, ISBN 978-5-462-00736-1.
- Лопатин В. В., Нечаева И. Я., Чельцова Л. К. Прописная или строчная? Орфографический словарь. — М.: Эксмо, 2011. — 512 с. — (Библиотека словарей). — 2500 экз. — ISBN 978-5-699-49001-1.
- Чельцова Л. К., Иванова О. Е., Лопатин В. В., Нечаева И. Я. Русский орфографический словарь: около 200 000 слов. — М.: АСТ-Пресс, 2012. — (Словари русского языка). — ISBN 978-5-462-01272-3.

### Статьи
- Чельцова Л. К. О некоторых трудных случаях написания многосоставных названий автор // Словарь и культура русской речи. К 100-летию со дня рождения С. И. Ожегова. — М.: Индрик, 2001. — С. 347—352. — 560 с. — 1000 экз. — ISBN 5-85759-144-9.